# George Clarkson Stanfield
Pour les articles homonymes, voir Stanfield.
George Clarkson Stanfield, né à Londres en 1828, décédé à Hampstead en 1878, est un artiste peintre. Fils et élève du peintre-dessinateur William Clarkson Stanfield.

## Carrière
George Clarkson Stanfield expose de 1844 à 1876, où il peint surtout des paysages marins et urbains des Pays-Bas, d'Allemagne, de Suisse et du nord et ouest de la France.

## Œuvres
- Angers on the Loire (1859)
- Le Port de Dinan (1871), conservé au musée de Dinan
- Coastal Landscape with a Shack, a Busy Port Beyond
- Falmouth from the Mills
- Falmouth